# St. Pauli (Hamburgs tunnelbana)
St. Pauli tillhör Hamburgs tunnelbana  och ligger på Hamburgs äldsta tunnelbanelinje U3. Stationen ligger i stadsdelen St. Pauli. I närheten av stationen finns kända nöjesgatan Reeperbahn, Tanzende Türme, Bismarckmonumentet samt Millerntor-Stadion.

## Bilder

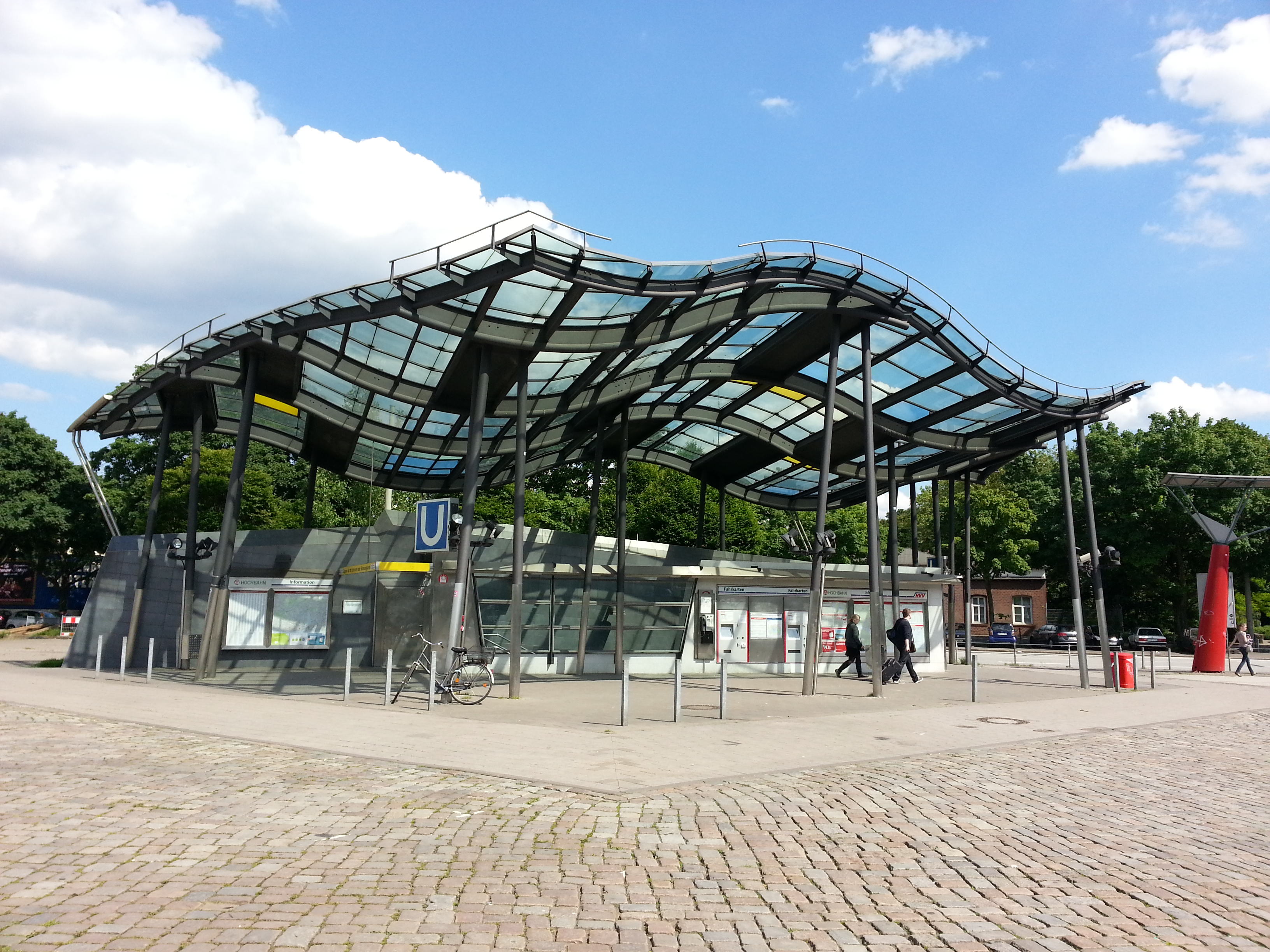
Entré i glas
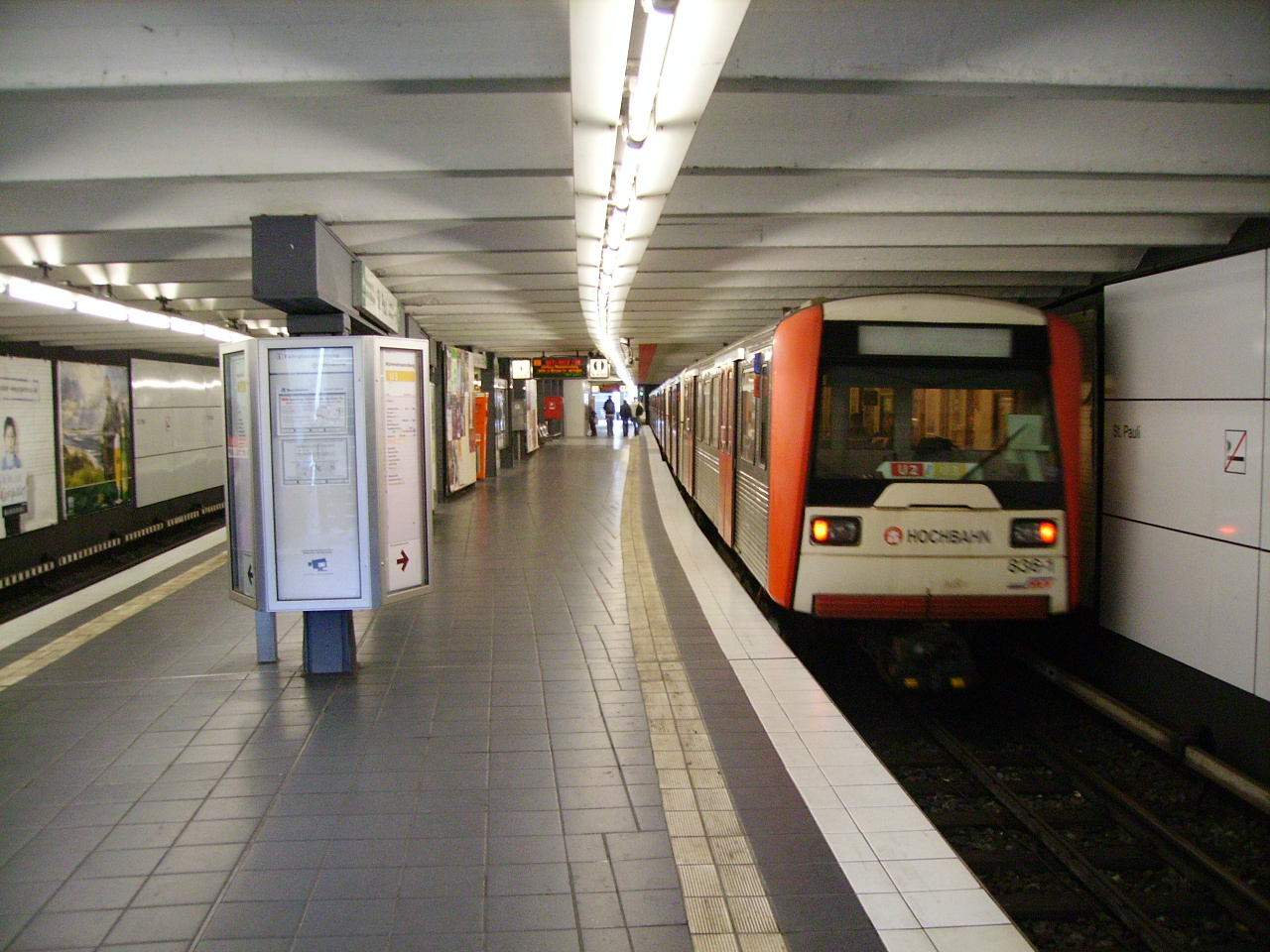
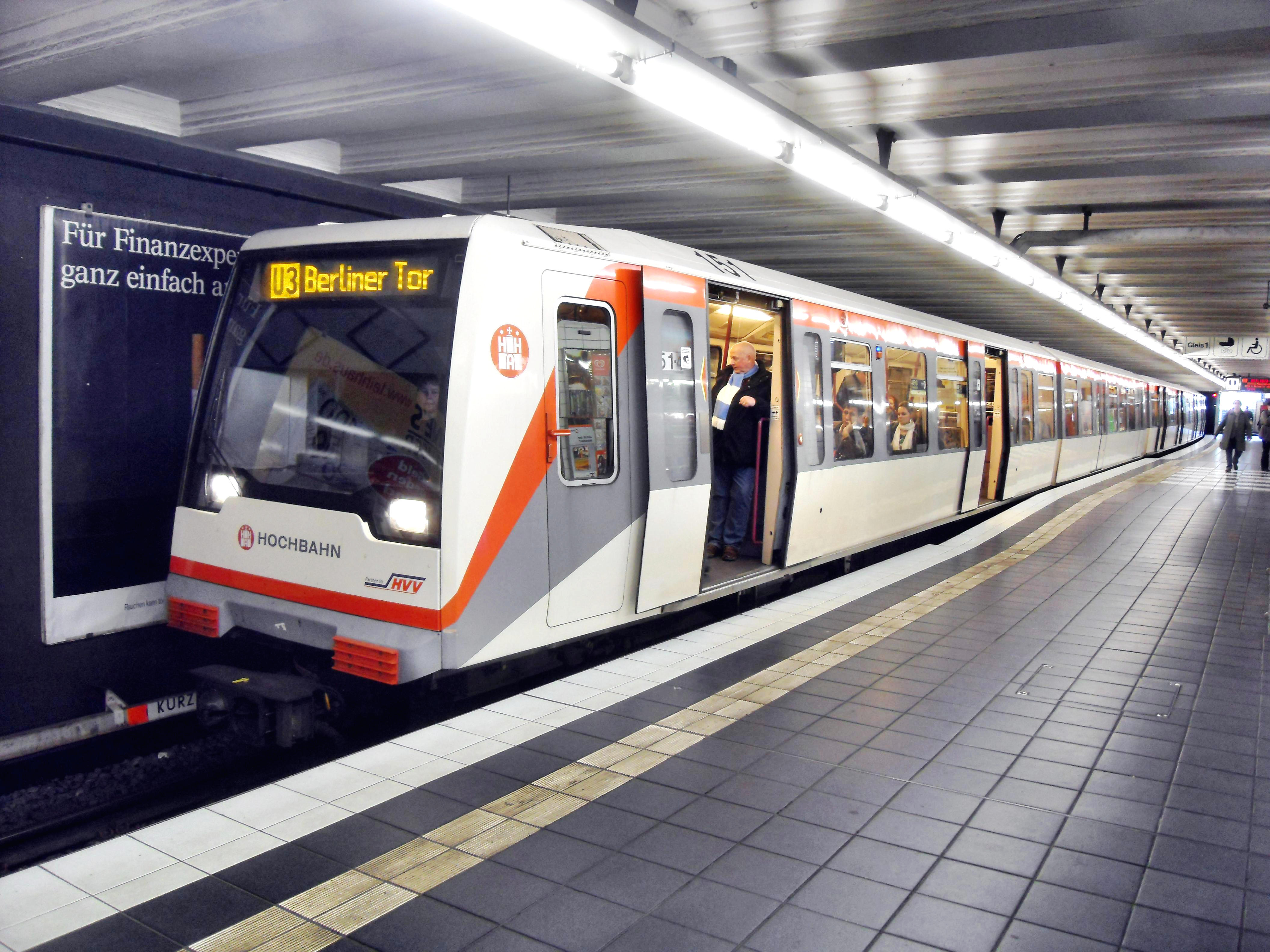
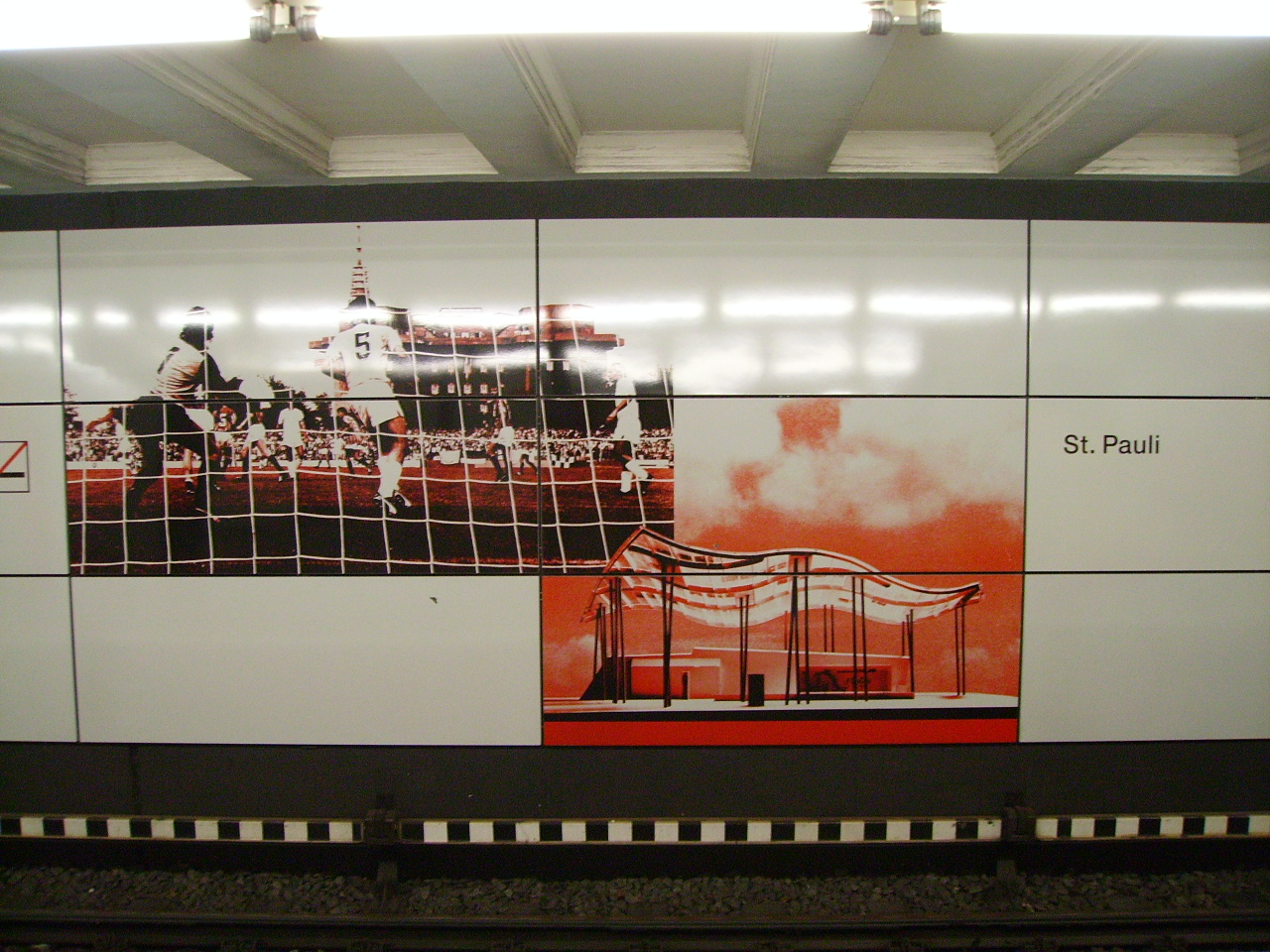
Konstverk på stationen